# 奥さまは魔法少女
『奥さまは魔法少女』（おくさまはまほうしょうじょ）は、2005年に放送された日本のテレビアニメ（UHFアニメ）作品。全13話。

## 概要
タイトルは、アメリカのテレビドラマ『奥さまは魔女』のパロディではあるが、「ヒロインが27歳の人妻」という初期設定を除いて、ストーリー的にはパロディにはなっていない。
アニメ化に先駆けて、かんの糖子作画によるコミックが「月刊電撃コミックガオ!」2005年2月号より連載された（全18話。コミックス全3巻）。
舞台のモデルは山口県萩市であり、作中で松下村塾や萩循環まぁーるバス、キハ120形も登場している。

## ストーリー
古い街並みと、多くの自然の残る地方都市。実は、この街（ワンダーランド）を維持しているのは、魔法世界リルムから来ている管理者である「魔法少女」であった。「管理者」である魔法少女の特権は、新しい世界を作り出せること。しかし、今の管理者である魔法少女アニエス・ベル（浅羽嬉子）は、それを良しとせず、母から受け継いだ「古い世界」を維持していたのだった。
魔法少女は、人を好きになり「キス」をすることで、魔法の力を失ってしまう。嬉子は、27歳という年齢でありながら魔法少女であり続けるために、結婚した夫・浅羽保とのキスを拒んだため、そこから生じたすれ違いが原因で別居しているのだった。
神楽巽は、大学の陸上部に所属していたが、怪我のため就職することになり、嬉子の家に下宿することになる。その頃、魔法世界からも、新しい管理者候補として、クルージェ・ギャップ（紅さやか）がやって来るのだった。巽に恋したクルージェは、ちょっと大人な姿に変身し、巽に心を開いていく。
だが、頑なに現状維持を通す嬉子の方針に遂に業を煮やした魔法世界リルムの評議会は、古い世界から「新しい世界」へ強制的に移行させようと、嬉子の指輪を奪おうと画策するのであった。街が消えるということは、その街にいる「大切な人」も消えてしまう。
浅羽と嬉子、アニエスと巽、巽とクルージェ。それぞれの恋愛感情が交錯しながら、ゆっくりと少しずつ、物語は加速していく。

## 登場人物
浅羽嬉子 / アニエス・ベル
声 - 井上喜久子
本作の主人公。27歳。リルムからやって来たワンダーランドの管理者。ワンダーランドを形作る「指輪」を授かっている。普段は天然ボケだが、いざという時には魔法少女に変身してワンダーランドを守っている。夫・保と結婚しているが、自分が魔法少女であることを教えていないうえ、魔法少女の力を保つためにキスを拒んだことによる擦れ違いから、現在は別居中。巽に惹かれたことで保に自ら離婚を申し出る。控えめでおしとやかな美人に見えるが、実際にはかなり子供じみた我儘な性格の持ち主であり、少女が姿だけ大人になってしまったような自分本位な女性である。保の浮気が別居と離婚の原因と周囲に主張しているが、実際には理由も言わず保とのキスを拒み続けた嬉子自身に責任があったことが回想で明らかになる（デートでのキスの拒絶、キスをしたくないので結婚式は神社、キスではじまるので夫婦の夜の営みの拒絶など、嬉子の勝手な都合で保の生活をめちゃくちゃにしてしまっていた）。そもそもキスを拒んだことで保から不信感を寄せられたことには理解を示しておらず、保の我慢強さが足りないのが悪いのだと解釈していた。巽からの好意を知った後でさえも「男とは皆そういうものなのか？」と疑問に感じている様子が描かれており、男性の生理現象への理解しようという成長はまるでしていなかった。
神楽巽
声 - 岸尾大輔
本作のもう一人の主人公。22歳。嬉子の下宿人。足の怪我で陸上選手の夢を断念し、就職活動のために嬉子の家で暮らすことになる。柏出版でアルバイトをしている。不器用で口下手。嬉子が人妻と知りながら嬉子に好意をもったことが原因で保とトラブルになってしまい、他の女性に無理やり手を出したという濡れ衣をきせられてしまう。最終話では保の新作発表のパーティーにおいて嬉子を自身のものとする公衆の面前で宣言し、思いっきり殴られた。
浅羽保
声 - 小杉十郎太
純文学の小説家。嬉子の夫。40歳。かつてはいくつもの賞を受けたが、現在はスランプ気味。嬉子と結婚するが、キスを拒む彼女に不信感を募らせ、別居している。妻が魔法少女であることは知らない。熱血漢で甘党。嬉子が魔法少女であることを隠して保とつきあったため人生を滅茶苦茶にされてしまった。付き合っている時からキスを拒絶され、キスをしないで済むという理由だけで神社での結婚式を促され、キスがあるので夫婦間での性行為も拒絶など、男性としては耐え難い苦痛にずっと耐えていたが、嬉子のあまりの我儘な性格には愛想を尽かしていた。嬉子が保の浮気が別居の原因と周囲に言いふらしたため嬉子との和解は現在でも実現していない。人妻であることを知りながら巽が好意をもちはじめたことで終始悪役の役回りをさせられることになる。最終話では新作出版の門出のパーティーにおいて巽が嬉子を自身のものとする公衆の面前で宣言したため、巽に対し鉄拳を加える。
紅さやか / クルージェ・ギャップ
声 - 清水愛
アニエスの後継者で、新人の魔法少女。12歳。子供ながら大人びた所があり、背伸びをしがち。デイリーヤマザキに行った記憶が残っている。
本平舞子 / カルダン・エルゼ
声 - 峰あつ子
嬉子の住む下宿のおばあちゃん。78歳。嬉子を娘の様に可愛がっている。普段はお調子者だが、怒ると怖い。
美杉紀 / マーラ・アックス
声 - 平松晶子
嬉子の親友で、元魔法少女。26歳。しっかり者で、嬉子の良き理解者。
美杉彩佳
声 - 釘宮理恵
紀の娘。4歳。
谷嶋由貴 / ヴァレンタイン・ヴァレンティー
声 - 天野由梨
28歳。明倫小学校の保健医。クールで近寄り難い印象だが、本来は優しい。嬉子と同じく、現役魔法少女。過去に彼氏を事故で亡くしている。
金城うるる / ジョアナ・ゴーチェ
声 - 白鳥由里
21歳。現役コンパニオン。去年結婚したが、他にも何人かと付き合っているらしい。明朗快活なムードメーカー的存在だが、涙脆く周囲を翻弄させることもある。
ニコ
5歳。巽が飼っているメスのトイプードル。
綾瀬ゆう子
声 - 浅野真澄
20歳。巽の大学の陸上部のマネージャー。何かと巽に世話を焼いている。
坂野美紀
声 - 渡辺久美子
25歳。東京の出版社に勤務する編集者。

### 明倫小学校の人々
藤森由実子
声 - 升望
24歳。さやかのクラスの担任。
細野慎二
声 - 橘U子
さやかのクラスメイト。12歳。お調子者。
清水美香
声 - 釘宮理恵
さやかのクラスメイト。12歳。少し高飛車な少女。さやかを毛嫌うが、他の友達とよく話しているところや彼女の家に遊びに行ったことがある。
春日祐美
声 - 本多陽子
12歳。友人たちとデイリーヤマザキに行った記憶がある。
後藤小百合
声 - 樹元オリエ
12歳。友人たちとデイリーヤマザキに行った記憶がある。
桂裕貴
声 - 小林ゆう
さやかのクラスメイト。12歳。お調子者で、さやかになにかとちょっかいをかけてくる。
赤坂勉
声 - 門脇舞
12歳。友人たちとデイリーヤマザキに行った記憶がある。
ゆかり
声 - 升望

さえ
声 - 門脇舞

### 柏出版の人々
柏田祐二
声 - 野島昭生
45歳。柏出版の社長にして編集長。
森野深雪
声 - 門脇舞
24歳。事務担当。
長森壮一
声 - 飛田展男
26歳。編集担当。
山本俊夫
声 - 巻島直樹
50歳。カメラマン兼務の記者。
吉田恵子
声 - 升望
28歳。編集者。
塩谷幸一
声 - 山口健
38歳。副編集長。

### リルムの人々
シャネ
声 - 門脇舞
12歳。ブルガ、双子の妹エルメと手を組み、指輪を奪おうとアニエスの前に度々立ちはだかる。ブルガと同様にワンダーランドを自分の理想の世界に作り替えるために動いていた。魔法でカラスの姿に変身できる。
エルメ
声 - 釘宮理恵
12歳。ブルガ、双子の姉シャネと手を組み、指輪を奪おうとアニエスの前に度々立ちはだかる。ブルガと同様にワンダーランドを自分の理想の世界に作り替えるために動いていた。物語の後半ではブルガとシャネと行動を共にすることが多い。クルージェを利用してる形をとっているものの、度々自分で直接指輪を使い管理者になろうと考えるブルガと異なり、彼女を後継者としては認めており、一線を超えるような行動はしなかった。魔法でカラスの姿に変身できる。
ブルガ
声 - 渡辺明乃
12歳。クルージェのサポーターの魔法少女であり、エルメ、シャネと手を組みアニエスから指輪を奪おうと度々立ちはだかる。表向きはクルージェのサポーターとして彼女を新しい管理者にするために動いているものの、実際はクルージェを利用し、自分の理想の世界を作り上げようとしていた模様。過去にクルージェとの後継者争いに敗れたこともあって内心ではクルージェに激しい怨みを持っており、度々自分自身が後継者になるという宣言をしたり、その動きを見せたりもしていた。
ガビル
7歳。ブルガの使い魔であるオスのシベリアンハスキー。
フレイア・エマ
声 - 松本梨香
40歳。カルダンの娘。
アプロディーテ
声 - 土井美加
アニエスの母。
長老
声 - 西川幾雄
80歳。

### ワンダーランドの人々
児玉庄一
声 - 斎藤志郎
78歳。舞子の茶飲み友達。
丹羽和樹
声 - 安井邦彦
28歳。陶芸作家。
丹羽涼子
声 - 氷青
28歳。萩焼窯元ギャラリー店主。

## スタッフ
- 原作 - J.C.STAFF、錦織博、池口和彦
- 監督 - 錦織博
- シリーズ構成 - 錦織博、松倉友二、池口和彦
- キャラクターデザイン - 長谷川眞也
- 美術監督 - 柴田千佳子
- 色彩設定 - 石田美由紀
- 撮影監督 - 福世晋吾
- 編集 - 西山茂
- 音楽 - 近藤研二、関島岳郎
- 演奏 - ワンダーランド室内管弦楽団
- 音響監督 - 鶴岡陽太
- プロデューサー - 吉沼忍、日高功、松倉友二
- アニメーション制作 - J.C.STAFF
- 製作 - 奥さまは魔法少女製作委員会（メディアファクトリー、東芝エンタテインメント、J.C.STAFF、トラム、キッズステーション）

## 主題歌
オープニングテーマ「ホーム&アウェイ」
作詞・作曲 - 日向めぐみ / 編曲 - 水島康貴 / 歌 - メロキュア（岡崎律子&日向めぐみ）
エンディングテーマ「jewelry」
作詞 - 柚木美祐 / 作曲・編曲 - 水島康貴 / 歌 - 浅羽嬉子（井上喜久子）

## 各話リスト
| 話数   | サブタイトル                         | 脚本     | 絵コンテ        | 演出                      | 作画監督          |
| ------ | ------------------------------------ | -------- | --------------- | ------------------------- | ----------------- |
| 第1話  | kissはダメよ、ということ             | 桶谷顕   | 錦織博          | 錦織博                    | 長谷川眞也        |
| 第2話  | シチューはOKよ、ということ           | 桶谷顕   | 大畑清隆        | 大畑清隆                  | 佐野英敏          |
| 第3話  | 大人ってコドモ、ということ           | 関島眞頼 | 増井壮一        | まつもとよしひさ          | 亀井治            |
| 第4話  | 夕立は危険よ、ということ             | 桶谷顕   | 高田耕一        | 高田耕一                  | 本村晃一          |
| 第5話  | 大人ならOKよ、ということ             | 桶谷顕   | 三浦辰夫        | 三浦辰夫                  | 赤尾良太郎        |
| 第6話  | 大人の魅力って…、ということ          | 桶谷顕   | 錦織博          | 錦織博                    | 長谷川眞也        |
| 第7話  | すぐそこにあるキス、ということ       | 関島眞頼 | 駒井一也 錦織博 | 三芳宏之                  | 橋本英樹          |
| 第8話  | 想う人がいる、ということ             | 桶谷顕   | 増井壮一        | まつもとよしひさ          | 本村晃一          |
| 第9話  | 思い残すことはないように、ということ | 桶谷顕   | 幅文二郎        | 田中基樹                  | 亀井治            |
| 第10話 | 心を開く、ということ                 | 関島眞頼 | 増井壮一        | 三浦辰夫                  | 片岡英之 岩倉和憲 |
| 第11話 | 秋の風が吹いた、ということ           | 桶谷顕   | 幅文二郎        | 山田一夫                  | 藤井昌宏          |
| 第12話 | 心に生きている、ということ           | 桶谷顕   | 幅文二郎        | まつもとよしひさ 三芳宏之 | 亀井治 片岡英之   |
| 第13話 | あなたがそこにいる、ということ       | 桶谷顕   | 錦織博          | 錦織博                    | 長谷川眞也        |

## 放送局
| 放送地域 | 放送局             | 放送期間               | 放送日時                     |
| -------- | ------------------ | ---------------------- | ---------------------------- |
| 千葉県   | ちばテレビ         | 2005年7月3日 - 9月25日 | 月曜 0:00 - 0:30（日曜深夜） |
| 埼玉県   | テレビ埼玉         | 2005年7月3日 - 9月25日 | 月曜 1:05 - 1:35（日曜深夜） |
| 神奈川県 | tvk                | 2005年7月4日 - 9月26日 | 火曜 0:45 - 1:15（月曜深夜） |
| 兵庫県   | サンテレビ         | 2005年7月5日 - 9月27日 | 水曜 0:00 - 0:30（火曜深夜） |
| 愛知県   | テレビ愛知         | 2005年7月5日 - 9月27日 | 水曜 3:58 - 4:28（火曜深夜） |
| 日本全域 | キッズステーション | 2005年7月8日 - 9月30日 | 土曜 0:00 - 0:30（金曜深夜） |

## 関連番組
お姉ちゃんは魔法少女?
TE-A roomにて2005年6月から10月まで配信されていたインターネットラジオ番組。パーソナリティは浅羽嬉子役の井上喜久子。全8回。